# Веллиос, Константинос
Барон Константинос Димитриу Веллиос (греч. Κωνσταντίνος Δημητρίου Βέλλιος; 7 марта 1772, Власти — 23 декабря 1837, Вена) — известный греческий меценат и переводчик, инициатор создания Афинского археологического общества.

## Биография
Константинос Д. Веллиос родился в 1772 году в селе Власти в номе Козани, но своей родиной всегда считал село Грамос на одноимённом горном хребте в номе Кастория, разрушенное турко-албанцами за три года до его рождения, в 1769 году.
Первая Архипелагская экспедиция русского флота вызвала брожение и восстание греков (Пелопоннесское восстание). Одновременно эти события послужили поводом для волны османского террора, который охватил не только эпицентр восстания (Пелопоннес ), но и все греческие земли, включая северные Эпир и Македонию. В этом углу нома Кастория, Граммос и ещё 6 сёл были полностью разрушены и оставлены населением, которое в поисках убежища рассеялось по всему западу Македонии и Эпира.
В 1776 году семья переехала из Власти в Константинополь и, после недолгого пребывания здесь, уехала в придунайские княжества. Здесь Веллиос вырос, получил образование и преуспел в торговле. Будучи уже состоятельным предпринимателем, переселился в Вену, Австро-Венгрия. В 1817 году, император Австрии (Австрийская империя) присвоил ему титул барона. Здесь, в Вене, Веллиос начал также свою деятельность благотворителя.  Греческая революция 1821 года не оставила Веллиоса равнодушным. Веллиос оказал материальную поддержку греческим повстанцам, в особенности в его родной Македонии. После воссоздания греческого государства, в 1836 году, барон Константинос Веллиос был принят с почестями Оттоном (Оттон (король Греции)) в Афинах. Там Веллиос познакомился с Питтакис, Кирьякосом, который был Настоятелем Археологической Службы . Встреча с Кирьякосом Питтакисом, который ознакомил его с археологическими памятниками Афин, взволновала и воодушевила Веллиоса и он решил создать и поддержать финансами Афинское  археологическое  общество, в 1837году.
Объектами благотворительства Веллиоса были Вена, Македония и Афины. Муниципалитету Афин, кроме прочего, он даровал земельные участки, в период активного строительства, после переноса сюда столицы из Нафплиона. Следует отметить, что Веллиос даровал земли муниципалитету в то время, когда земля стала объектом нещадной спекуляции.
Барон Веллиос умер в Вене, в 1838 году. В греческом городе Полигирос (в русской Википедии Полийирос), полуостров Халкидики, Центральная  Македония установлен его бюст с надписью «Барон Константинос Д. Веллиос (1772—1837). Благодетель бойцов из Македонии Греческой революции 1821 года».

## Переводчик

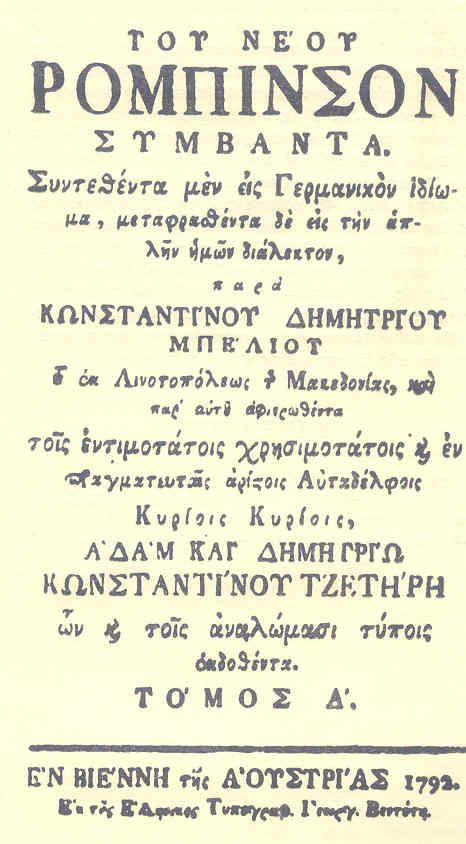
Обложка книги Робинзон Крузо переведенной и изданной Веллиосом в Вене, в 1792 году

В 1792 году, Константинос Веллиос перевёл и издал в Вене на греческом языке романы Робинзон Крузо Даниэля Дефо.